# Élections législatives de 1846 dans l'Aisne
Les élections législatives françaises de 1846 se déroulent le 1er août 1846. Dans le département de l'Aisne, sept députés sont à élire dans le cadre d'un scrutin uninominal majoritaire.

## Élus
|   | Arrondissement | Député sortant                 |  | Parti                 | Député élu ou réélu            |  | Parti                    |
| - | -------------- | ------------------------------ |  | --------------------- | ------------------------------ |  | ------------------------ |
| = | Premier        | Louis Desabes                  |  | Opposition dynastique | Albert Debrotonne              |  | Opposition dynastique    |
| = | Second         | Odilon Barrot                  |  | Opposition dynastique | Odilon Barrot                  |  | Opposition dynastique    |
| = | Troisième      | Étienne de Cambacérès          |  | Bonapartiste          | Étienne de Cambacérès          |  | Bonapartiste             |
| = | Quatrième      | Alexandre-François Vivien      |  | Opposition dynastique | Alexandre-François Vivien      |  | Opposition dynastique    |
| = | Cinquième      | Théodore Quinette de Rochemont |  | Opposition dynastique | Théodore Quinette de Rochemont |  | Opposition dynastique    |
| = | Sixième        | Armand Lherbette               |  | Opposition dynastique | Armand Lherbette               |  | Opposition dynastique    |
| = | Septième       | Vacant                         |  | Vacant                | Alphonse Paillet               |  | Majorité gouvernementale |

## Résultats

### Résultats globaux
| Parti          | Parti                    | Premier tour | Premier tour | Second tour | Second tour | Sièges |
| Parti          | Parti                    | Voix         | %            | Voix        | %           | Sièges |
| -------------- | ------------------------ | ------------ | ------------ | ----------- | ----------- | ------ |
|                | Parti du Mouvement       | 1 720        | 55,79        | 530         | 53,86       | 5      |
|                |                          |              |              |             |             |        |
|                | Parti de la Résistance   | 826          | 26,79        | 454         | 46,14       | 1      |
|                |                          |              |              |             |             |        |
|                | Bonapartistes            | 302          | 10,25        | -           | -           | 1      |
|                | Légitimistes             | 99           | 3,36         | -           | -           | 0      |
|                | Oppositions monarchistes | 401          | 13,01        | -           | -           | 1      |
|                |                          |              |              |             |             |        |
|                | Opposition républicaine  | 136          | 4,41         | -           | -           | 0      |
|                |                          |              |              |             |             |        |
|                |                          |              |              |             |             |        |
| Inscrits       | Inscrits                 | 4 107        | 100,00       | 1 168       | 100,00      |        |
| Abstentions    | Abstentions              | 929          | 22,62        | 166         | 14,21       |        |
| Votants        | Votants                  | 3 178        | 77,38        | 1 002       | 85,79       |        |
| Blancs et nuls | Blancs et nuls           | 95           | 2,99         | 18          | 1,80        |        |
| Exprimés       | Exprimés                 | 3 083        | 97,01        | 984         | 98,20       |        |

### Résultats par circonscription

#### Premier arrondissement
- Député sortant : Louis Desabes (Opposition dynastique).
- Député élu : Albert Debrotonne (Opposition dynastique).

| Candidat       | Candidat          | Parti                    | Premier tour | Premier tour | Second tour | Second tour |
| Candidat       | Candidat          | Parti                    | Voix         | %            | Voix        | %           |
| -------------- | ----------------- | ------------------------ | ------------ | ------------ | ----------- | ----------- |
|                | Albert Debrotonne | Opposition dynastique    | 292          | 45,20        | 363         | 57,89       |
|                | Louis Nachet      | Majorité gouvernementale | 218          | 33,75        | 264         | 42,11       |
|                | Quentin Bauchart  | Républicain              | 136          | 21,05        |             |             |
|                |                   |                          |              |              |             |             |
| Inscrits       | Inscrits          | Inscrits                 | 764          | 100,00       | 764         | 100,00      |
| Abstentions    | Abstentions       | Abstentions              | 116          | 15,18        | 130         | 17,02       |
| Votants        | Votants           | Votants                  | 648          | 84,82        | 634         | 82,98       |
| Blancs et nuls | Blancs et nuls    | Blancs et nuls           | 2            | 0,31         | 7           | 1,10        |
| Exprimés       | Exprimés          | Exprimés                 | 646          | 99,69        | 627         | 98,90       |

#### Deuxième arrondissement
- Député sortant : Odilon Barrot (Opposition dynastique), réélu.

|                  | Odilon Barrot* | Opposition dynastique | 222 | 100,00 |  |  |
|                  |                |                       |     |        |  |  |
| Inscrits         | Inscrits       | Inscrits              | 438 | 100,00 |  |  |
| Abstentions      | Abstentions    | Abstentions           | 169 | 38,58  |  |  |
| Votants          | Votants        | Votants               | 269 | 61,42  |  |  |
| Blancs et nuls   | Blancs et nuls | Blancs et nuls        | 47  | 17,47  |  |  |
| Exprimés         | Exprimés       | Exprimés              | 222 | 82,53  |  |  |
| * député sortant |                |                       |     |        |  |  |

#### Troisième arrondissement
- Député sortant : Étienne de Cambacérès (Bonapartiste), réélu.

|                  | Étienne de Cambacérès* | Bonapartiste             | 302 | 65,23  |  |  |
|                  | Benoît Fould           | Majorité gouvernementale | 161 | 34,77  |  |  |
|                  |                        |                          |     |        |  |  |
| Inscrits         | Inscrits               | Inscrits                 | 551 | 100,00 |  |  |
| Abstentions      | Abstentions            | Abstentions              | 74  | 13,43  |  |  |
| Votants          | Votants                | Votants                  | 477 | 86,57  |  |  |
| Blancs et nuls   | Blancs et nuls         | Blancs et nuls           | 14  | 2,94   |  |  |
| Exprimés         | Exprimés               | Exprimés                 | 463 | 97,06  |  |  |
| * député sortant |                        |                          |     |        |  |  |

#### Quatrième arrondissement
- Député sortant : Alexandre-François Vivien (Opposition dynastique), réélu.

|                  | Alexandre-François Vivien* | Opposition dynastique | 310 | 100,00 |  |  |
|                  |                            |                       |     |        |  |  |
| Inscrits         | Inscrits                   | Inscrits              | 510 | 100,00 |  |  |
| Abstentions      | Abstentions                | Abstentions           | 187 | 36,62  |  |  |
| Votants          | Votants                    | Votants               | 323 | 63,33  |  |  |
| Blancs et nuls   | Blancs et nuls             | Blancs et nuls        | 13  | 4,02   |  |  |
| Exprimés         | Exprimés                   | Exprimés              | 310 | 95,98  |  |  |
| * député sortant |                            |                       |     |        |  |  |

#### Cinquième arrondissement
- Député sortant : Théodore Quinette de Rochemont (Opposition dynastique), réélu.

|                  | Théodore Quinette de Rochemont* | Opposition dynastique | 365 | 100,00 |  |  |
|                  |                                 |                       |     |        |  |  |
| Inscrits         | Inscrits                        | Inscrits              | 665 | 100,00 |  |  |
| Abstentions      | Abstentions                     | Abstentions           | 300 | 45,11  |  |  |
| Votants          | Votants                         | Votants               | 365 | 54,89  |  |  |
| Blancs et nuls   | Blancs et nuls                  | Blancs et nuls        | 7   | 1,92   |  |  |
| Exprimés         | Exprimés                        | Exprimés              | 358 | 98,08  |  |  |
| * député sortant |                                 |                       |     |        |  |  |

#### Sixième arrondissement
- Député sortant : Armand Lherbette (Opposition dynastique), réélu.

|                  | Armand Lherbette* | Opposition dynastique    | 404 | 56,74  |  |  |
|                  | M. de Révocet     | Majorité gouvernementale | 312 | 43,82  |  |  |
|                  |                   |                          |     |        |  |  |
| Inscrits         | Inscrits          | Inscrits                 | 775 | 100,00 |  |  |
| Abstentions      | Abstentions       | Abstentions              | 47  | 6,06   |  |  |
| Votants          | Votants           | Votants                  | 728 | 93,94  |  |  |
| Blancs et nuls   | Blancs et nuls    | Blancs et nuls           | 12  | 1,65   |  |  |
| Exprimés         | Exprimés          | Exprimés                 | 716 | 98,35  |  |  |
| * député sortant |                   |                          |     |        |  |  |

#### Septième arrondissement
- Député élu : Alphonse Paillet (Majorité gouvernementale).

| Candidat       | Candidat                      | Parti                    | Premier tour | Premier tour | Second tour | Second tour |
| Candidat       | Candidat                      | Parti                    | Voix         | %            | Voix        | %           |
| -------------- | ----------------------------- | ------------------------ | ------------ | ------------ | ----------- | ----------- |
|                | Alphonse Paillet              | Majorité gouvernementale | 135          | 36,68        | 190         | 53,22       |
|                | Edmond de Tillancourt         | Opposition dynastique    | 134          | 36,41        | 167         | 46,78       |
|                | Amédée de Vuillefroy de Silly | Légitimiste              | 99           | 26,90        |             |             |
|                |                               |                          |              |              |             |             |
| Inscrits       | Inscrits                      | Inscrits                 | 764          | 100,00       | 764         | 100,00      |
| Abstentions    | Abstentions                   | Abstentions              | 36           | 8,91         | 36          | 8,91        |
| Votants        | Votants                       | Votants                  | 368          | 91,09        | 368         | 91,09       |
| Blancs et nuls | Blancs et nuls                | Blancs et nuls           | 0            | 0,00         | 11          | 2,99        |
| Exprimés       | Exprimés                      | Exprimés                 | 368          | 100,00       | 357         | 97,01       |

## Rappel des résultats départementaux des élections de 1842

### Élus en 1842
| Arr.             | Élu(e) | Élu(e)                | Élu(e)                          | Élu(e)               | Élu(e)               | Battu(e) (seconde place) | Battu(e) (seconde place) | Battu(e) (seconde place) | Battu(e) (seconde place) | Battu(e) (seconde place) |
| Arr.             | Parti  | Parti                 | Nom                             | % suffrages exprimés | % suffrages exprimés | Parti                    | Parti                    | Nom                      | % suffrages exprimés     | % suffrages exprimés     |
| Arr.             | Parti  | Parti                 | Nom                             | 1er tour             | 2e tour              | Parti                    | Parti                    | Nom                      | 1er tour                 | 2e tour                  |
| ---------------- | ------ | --------------------- | ------------------------------- | -------------------- | -------------------- | ------------------------ | ------------------------ | ------------------------ | ------------------------ | ------------------------ |
| Premier          |        | Opposition dynastique | Louis Desabes*                  | 80,15 %              | -                    |                          | Majorité gouvernementale | Armand Forquenot         | 19,85 %                  | -                        |
| Second           |        | Opposition dynastique | Odilon Barrot*                  | 91,94 %              | -                    |                          | Majorité gouvernementale | Jean Duplaquet           | 6,77 %                   | -                        |
| Troisième        |        | Majorité dynastique   | Étienne de Cambacérès           | 53,27 %              | -                    |                          | Majorité gouvernementale | Benoît Fould*            | 46,73 %                  | -                        |
| Quatrième        |        | Opposition dynastique | Alexandre-François Vivien*      | 84,79 %              | -                    |                          | Majorité gouvernementale | Jean-Baptiste Monnot     | 11,03 %                  | -                        |
| Cinquième        |        | Opposition dynastique | Théodore Quinette de Rochemont* | 84,13 %              | -                    |                          | Majorité gouvernementale | Camille Godelle          | 15,87 %                  | -                        |
| Sixième          |        | Opposition dynastique | Armand Lherbette*               | 50,86 %              | -                    |                          | Majorité gouvernementale | Alphonse Paillet         | 49,14 %                  | -                        |
| Septième         |        | Opposition dynastique | Xavier de Sade*                 | 100,00 %             | -                    | Pas d'adversaire         | Pas d'adversaire         | Pas d'adversaire         | Pas d'adversaire         | Pas d'adversaire         |
| * député sortant |        |                       |                                 |                      |                      |                          |                          |                          |                          |                          |